# Martín Vilallonga
Martín Vilallonga (sinh ngày 8 tháng 10 năm 1970) là một cầu thủ bóng đá người Argentina.

## Sự nghiệp câu lạc bộ
Martín Vilallonga đã từng chơi cho Avispa Fukuoka.

## Thống kê câu lạc bộ

### J.League
| Đội            | Năm       | J.League | J.League | J.League Cup | J.League Cup | Tổng cộng | Tổng cộng |
| Đội            | Năm       | Trận     | Bàn      | Trận         | Bàn          | Trận      | Bàn       |
| -------------- | --------- | -------- | -------- | ------------ | ------------ | --------- | --------- |
| Avispa Fukuoka | 2001      | 7        | 0        | 2            | 2            | 9         | 2         |
| Tổng cộng      | Tổng cộng | 7        | 0        | 2            | 2            | 9         | 2         |